# Помпей
Вижте пояснителната страница за други значения на Помпей.
Помпѐй (на латински: Pompeii; на италиански: Pompeï) е голям античен римски град, погребан под слой от вулканична пепел след изригването на Везувий през 79 г. Градът е открит през 1748 г., когато са проведени и първите археологически разкопки. В наши дни е музей под открито небе.
Помпей е разположен в италианския регион Кампания, в подножието на вулкана Везувий. В Античността Помпей е типично малко градче. Градът става част от Римската държава през I век пр. Хр. Когато Везувий изригва през 79 г. градът е засипан с пепел, но остава до голяма степен запазен. След преоткриването му през XVIII век Помпей става световноизвестен като най-добре съхранения античен град. Посещава се от около 2,5 милиона души годишно.

## География
Помпей се намира в италианския регион Кампания, в подножието на Везувий, на устието на река Сарно в Неаполския залив. Градът е разположен между бреговете на Херкулан и Стабии. Изграден е върху възникнало при по-ранно изригване на вулкана плато, чиито склонове са стръмни в южната и западната му част и полегати на север и изток. Реконструкциите показват, че в Античността градът е бил много по-близо до морето (на около 700 m), отколкото е сега. Устието на плавателната река Сарно е било достъпно откъм морето през лагуна и е служило за сигурно пристанище за древногръцките и финикийски моряци. Земята около града била изключително плодородна, наторена от предишни изригвания на Везувий.

## История

### Ранна история на града
Последните разкопки показват, че през I хил. пр. Хр. е съществувало селище при съвременния град Нола, което през VII век пр. Хр. е преместено по-близо до устието на реката. Новото селище, Помпей, според древногръцката митология било основано от Херакъл, но всъщност негови основатели са оските. Името на града може би произхожда от оското бройно числително pompe – пет, макар това да е само предположение. Според историка Страбон населението на града в древността се е състояло от оски, етруски, пеласги и самнити. За ранната история на града, който бързо се разраства, не се знае почти нищо. Откъслечни сведения говорят за въоръжени сблъсъци между гърци и етруски, както и за това, че помпейците попадат под гръцко влияние, приемат гръцкия пантеон и строят в чест на гръцките богове дорийски храм през 525 г. пр. Хр. По-късно в района на Помпей се налага влиянието на етруските. Именно оттам те възприемат култа към Аполон. След пораженията на етруските при Куме и Сиракуза, през 474 г. пр. Хр. регионът на Кампания отново е завладян от гърците. Между 424 г. пр. Хр. и 420 г. пр. Хр. Помпей е владение на самнитите. През 310 г. пр. Хр. градът успява да отрази грабителско нашествие на римски моряци, изпратени да превземат съседния град Нуцерия, а през 290 г. пр. Хр. Помпей, както и всички други самнитски градове се присъединява към римския съюз. Намерени са множество писмени паметници на оските, датирани към II век пр. Хр. По това време градът процъфтява. Реализирани са множество обществени проекти като например строежи на пазарни сгради и храмове. Внушителни са и построените частни сгради. Градът е важен пункт по маршрута за стоките, идващи от морето за Рим и Южна Италия (Via Appia).

### Римският Помпей
През войните през I – II век пр. Хр. Помпей неизменно е на страната на противниците на римляните. Сула обсажда града през 89 г. пр. Хр., като следи от тази обсада могат да се намерят и в наши дни. Едва през 80 г. пр. Хр. Помпей пада под римска власт и е превърнат от Сула в римска колония. Тогава градът се казва Colonia Veneria Cornelia Pompeianorum. Има данни, че около 2000 римски ветерани са заселени в голяма затворена област в югоизточната част на града заедно със семействата си. Не е известно дали части на града са отнети от собствениците им за тази цел. От това време произхождат латинските писмени паметници, показващи „романизирането“ на града. Но със сигурност е установено, че в продължение на десетилетия е имало конфликти между новозаселените римляни и старите местни жители. До времето на император Август старите фамилии в града изглежда успяват да възвърнат влиянието си. През управлението на Август градът се превръща в място за срещи на римската аристокрация.
През 59 г. според историка Тацит се стига до кървави сблъсъци в събиращия 20 000 зрители градски амфитеатър, по време на гладиаторски борби. Затова император Нерон забранява за десет години провеждането на игри в Помпей.
През 62 г. силно земетресение разтърсва региона на Везувий и причинява значителни щети в Помпей, който никога след това не успява да се съвземе напълно. Епицентърът на заметресението е Помпей, съдейки по степента на разрушенията. Сенека посвещава своята VI книга на „Естествени въпроси“ на земетресенията, опитвайки се да успокои населението, тъй като град Помпей представлява олицетворение на отчаяние и разруха. Започва усилена работа по възстановяването на града, която е прекъсната от изригването на вулкана през 79 година.
Градът се споменава в античните източници като urbs, oppidum или municipium и по времето на изригването на Везувий населението му наброява между 8000 и 10 000 жители.

### Изригването на Везувий
Вулканът Везувий изригва по обяд на 24 август 79 г. Съвременната наука възстановява фазите на изригването и събитията около него са добре описани. Вулканът се събужда внезапно и не дава никакъв знак по време на дните преди самото изригване, който да предупреди жителите на Помпей и да спомогне за избягването на човешки жертви. Предхождащите земни трусове създават опасения за предстоящо земетресение. Изригването започва с трясък от изхвърчането на тапата от втвърдена лава. Изригването е придружено от изхвърлянето на огромни количества пепел, лава и газове в атмосферата. Черните облаци са пренесени от вятъра в посока на Помпей. Скоро след изригването над града завалява пемза, парчетата от която падат като смъртоносни куршуми със скорост около 200 km/h.
Когато след около 15 часа Везувий затихва, голяма част от жителите са загинали от каменната градушка и задушливите газове. Оцелелите скоро стават жертва на лавата и високите температури. Една от тези жертви е прочутият римски писател Плиний Стари, по това време префект на римската флота в град Мизенум, който, воден от научен интерес и желанието да помогне, отива с флотата си до мястото на природния катаклизъм. Свидетел на катастрофата е племенникът му Плиний Млади, който описва случилото се подробно в две писма. Повече от 1500 години градът лежи погребан под покривка от вулканична пепел и пемза, достигаща на места дълбочина до 25 метра.
Редом с Помпей пострадват или са напълно разрушени и други населени места – Херкулан (Herculaneum), Стабии (Stabiae), Оплонт (Oplontis), Левкопетра (Leucopaetra), Таврания (Taurania), Тора (Tora), Коза (Cossa) и Сора (Sora).

## Откриване на града и последни проучвания

### Ранни разкопки
Скоро след като градът е унищожен, от различни сгради са изкопавани ценни предмети. От повечето постройки са изкопани и отнесени мраморните статуи. През следващите почти 17 века мястото на някогашния град е спорадично заселвано. През вековете иманяри преравят по-достъпните руини за ценности.
През 1592 г. при изграждане на канализация Доменико Фонтана се натъква на множество мраморни табли, монети и други. Тогава местността е наречена La Civita – Градът. Кавалерийският генерал княз Д`Елбьоф (d´Elboeuf), чува за това, закупува терен наблизо и започва безразборни разкопки. Между находките му е и мраморна статуя с три фигури – така нареченият Спомен за Херкулан. Част от предметите достигат до саксонския двор на курфюрста Фридрих Август II, чиято дъщеря Мария Амалия Саксонска е запленена от тях. Когато по-късно тя се омъжва в Неапол, тя моли съпруга си разкопките да бъдат продължени.
През 1748 г. разкопките са подновени официално с разрешението на неаполитанския кралски двор. Води ги офицерът от инженерните войски полковник Роке Хоакин де Алкубиере, който още през 1738 г. е търсил съкровища в Херкулан и е участвал в разкопките на Д`Елбьоф в Помпей. Първоначалният замисъл е бил единствено да бъдат разкрити евентуални ценни и интересни предмети. Алкубиере обаче не постига значителни резултати и през 1750 г. се връща отново в Херкулан. Въпреки това той успява да установи, че вероятно е попаднал на руините на голямо селище. Понеже смята, че е открил град Стабия, нарича открития театър Teatro Stabina. Четири години по-късно разкопките са подновени под егидата на Академия Херкуланеум. Обектите, които са търсели при разкопките, са основно статуи, украшения, скъпоценности, мозайки и стенописи, които били извозвани към Портичи и излагани в специално уреден музей.
През 1763 г. е намерена табела с надпис respublica Pompeianorum. Едва тогава градът е идентифициран със сигурност. От 1763 г. става възможно разкопките да бъдат посещавани. Първите експонати са Театърът, Храмът на Изида, Херкуланската порта и къщата (вилата) на Диомед. Испанският крал Карлос III и неаполитанският Фердинанд IV притежавали изключителните права над откритите съкровища. На посетителите дори е било забранено да рисуват руините. Още по-неприятно за по-късните изследователи било, че двамата разпоредили унищожаването на стенописи, за да не вземе някой нещо тяхно. Едва официалният протест на Йохан Йоахим Винкелман принуждава кралските дворове да прекратят тази практика.
В края на ХVIII век Античността е издигната в култ, а античното изкуство – в идеал. По това време отново се събужда интересът към разкопките в Помпей. През 1780 г. Франческо ла Вега става новият ръководител на разкопките.
Голям прогрес при проучванията е постигнат, когато французите завземат Неапол през 1799 г., както и в периода 1806 до 1815 г., когато мястото е под италианска власт. Разкопките вървят планомерно и професионално, като първо е отстраняван пластът земя, лежащ над града. Имало е моменти, когато в разкопките са участвали до 700 работници. Разкрити са части от Форума, както и идващата от север главна улица Via Mercurio и водещата до Форума Via del Foro. Постепенно северните и южните части на разкопките се свързват. Работи се и в посока запад-изток и са разкрити части от Via dell'Abbondanza. Планираното пълно разкопаване на градската стена, което би дало цялостен поглед върху града обаче не се осъществява, тъй като през 1815 г. французите се изтеглят. Въпреки това основните контури на античния град са очертани. През следващите години археолозите имат сериозни трудности, най-вече от финансов характер. Разкопките напредват бавно, но все пак по това време са разкрити значими обекти като Къщата на трагичния поет и Къщата на Диоскурите.

### Джузепе Фиорели и началото на научните изследвания
С назначаването на Джузепе Фиорели за ръководител на разкопките през 1863 г. започва нова ера в изследването на града. Следващите 12 години под неговото ръководство рязко се отличават от дотогавашните. През втората половина на ХIХ век в начините и техниката на археологическите разкопки има огромен напредък. Работата се поставя на все по-научни основи и непрекъснато се подобрява. Така например се въвежда правенето на гипсови отливки, извършват се частични реставрационни дейности. Къщите се разкопават от горе надолу, а не отстрани както дотогава. Това води до ясни научни резултати и възпрепятства разрушаването на стените, което често се е случвало при старите методи заради налягането върху тях от другата, неразчистена част. Полагат се грижи за осигуряването и опазването на вече разчистените части на града, които дотогава са изоставени. Реставрацията се извършва основно под ръководството на наследника на Фиорели – Микеле Руджеро. Фиорели въвежда също така научни методи за воденето на документацията на разкопките. Той разделя града (това деление е валидно и до днес) на 9 района и жилищни квартали (insulae) и номерира входовете на сградите. Наследниците на Фиорели разчистват и последните неразкопани участъци на запад от Via Stabiana. С това цялата западна част на града е археологически проучена.
През 1889 г. немският археолог Фридрих фон Дун и архитектът Луис Якоби се опитват да достигнат до по-дълбоките археологически пластове на града и попадат на дорийски храм от VI век пр. Хр. Между 1907 и 1911 г. край градските стени са намерени два некропола от самнитско време (V век пр. Хр.). Под ръководството на Виторио Спиназола между 1911 и 1924 г. е извършено пълното изследване на терена между Via dell'Abbondanza и Sarno-Tor. За да бъдат запазени разкритите стени, фрески, мозайки и надписи, още в края на ХIХ век те са покрити със специални конструкции с керемидени покриви. Прекарани са водопроводи и електричество, най-вече за да се постигне ефект пред посетителите с работещите фонтани и подходящо осветление. Залесяват се и вътрешните дворове на къщите с лаврови дървета и палми, което обаче нанася много вреди и създава проблеми на археолозите.
Голяма роля за документиране на руините на Помпей има художникът Луиджи Бацани (Luigi Bazzani), който прекарва 35 години от живота си (приблизително 1880 – 1915), изобразявайки разкриваните храмове, домове, интериори, които са били все още с живите, оригинални бои. Акварелите му с изящни приглушени цветове, превъзходно техническо умение и голямо внимание към детайла са високо ценени и от учените, и от публиката. Оттогава много интериори са изгубени поради драстично влошаване, така че работата му е ценен ресурс и за съвременните учени.

### Съвременна археология. От ХХ век до днес
През 20-те години на ХХ век под ръководството на Амадео Маюри (ръководител на разкопките почти 40 години) започва сериозно изследване на археологическите пластове от преди изригването на Везувий, което позволява да се добият сведения за историята на населеното място. Втората световна война причинява допълнително опустошение, когато съюзническите самолети бомбардират през септември 1943 година Помпей. Особено засегнати са районите, които са разкопани. През 50-те години отново под ръководството на Маюри се извършват последните широкомащабни разкопки, които обаче са недобре научно документирани. Маюри разкопава също областта южно от Via dell'Abbondanza и е довършено пълното разкриване на градската стена. Не е извършена обаче качествена консервация, което създава сериозни проблеми на днешните археолози. Разкритата от Маюри част от града, плътно застроена с работилници, ханове и кръчми, дава възможност на посетителите да добият ясна представа за живота в Помпей. За това допринасят и частичните реконструкции и реставрации, извършени през 80-те и 90-те години заради тежкото земетресение от 23 ноември 1980 г.
В наши дни вече не се провеждат мащабни разкопки. Археолозите се ограничават само с малки сондажи на места, които вече са разкопани, въпреки че напълно са разкрити около две трети от територията на Помпей. Днес археолозите се опитват да реконструират, да документират и преди всичко да възпрат бързо протичащото разпадане на откритите обекти. Помпей все повече се превръща в международен изследователски проект. Така например Немският археологически институт изследва от 1997 г. Casa dei Postumii.
Предметите, открити от 1787 г., са изложени в Националния археологически музей (Museo Archeologico Nazionale) в Неапол.

### Ръководители на разкопките в Помпей
| - 1748 – 1780 г. Роке Хоакин де Алкубиере - до 1764 г. Карл Вебер – като отговорен асистент - 1764/1778 – 1797 г. Франческо ла Вега - 1799 – 1804 г. Кристоф Саличети - 1804 – 1806 г. Пиетро ла Вега - 1807 – 1838 г. Микеле Ардити - временно отговорен е бил и Антонио Бонучи - 1839 – 1850 г. Франческо Мария Авелино - 1850 – 1863 г. Доменико Спинели | - 1863 – 1875 г. Джузепе Фиорели - 1875 – 1893 г. Микеле Руджеро - 1893 – 1901 г. Джулио де Петра - 1901 – 1905 г. Еторе Паис - 1905 – 1910 г. Антонио Соляно - 1910 – 1924 г. Виторио Спинацола - 1924 – 1961 г. Амадео Маюри | - 1961 – 1976 г. Алфонсо де Франсис - 1976 – 1977 г. Луиджи д'Аморе - 1977 – 1982 г. Фаусто Зеви - 1982 – 1984 г. Джузепина Черули-Ирели - 1984 – 1994 г. Балдасаре Контичело - от 1994 г. Пиетро Джовани Гузо |

## Развитие на града и инфраструктура

### Улици, градски порти и стени
Развитието на града не е добре изяснено и до днес, тъй като разкопките са ограничени най-вече до археологическия пласт от 79 г. По-дълбоки сондажи са направени едва на няколко места.
Историческият център на града, издигащ се на плато от лава, може лесно да се разпознае на плана на града. Контурите на древното селище в югозападната част на града се очертават от заобикалящите го улици, разположени по различен начин в сравнение с останалите. По-късните големи улици като Via dell'Abbondanza водят към старата част на града, но не навлизат напълно в нея.
Систематичното разположение на улиците извън „Стария град“ дава основание да се смята, че застрояването на новите области е било строго планирано. Последните изследвания доказват, че планирането на града е станало на сравнително ранен етап от застрояването му, като освен системата от улици са били планирани и градската стена и градските порти.
Помпей бил пресичан от пет големи улици. В посока запад-изток (декуманус) е ориентирана най-северната улица, чийто западен край (започващ близо до градската стена) е известен като Via della Fortuna, а източният – Via di Nola, свършва при Ноланската порта. Паралелно с тази улица, на юг от Пристанищната порта е късата Via Marina, преминаваща зад Форума като Via dell'Abbondanza през почти целия град и достигаща до Портата Сарно. В посока север-юг (кардо) е ориентирана улица Via del'Foro в западната част на града, която на север след като пресече Via della Fortuna се нарича вече Via di Mercurio, а на юг от Форума става Strada delle Scuole и свършва в една малка уличка, минаваща паралелно на градската стена. Средната улица, насочена в посока север-юг, е Via Stabiana. Тя е единствената, която пресича абсолютно направо града от една порта (Порта Везувий на север) до друга (Стабианска порта на юг). Третата и най-източната от трите улици е идващата от портата Nocera улица Via di Porta Nocera. От нея е разчистена предимно южната част до Via dell'Abbondanza. Сигурно е обаче, че на север не стига до градска порта. Единствената порта, която не е свързана с голяма улица, е Херкуланската порта, разположена в северозападния ъгъл.
Въпреки планировката на по-големите градски части, има места, на които разположението на улиците се отклонява от основната ос на ориентация (север-юг – Via Stabiana) – предимно към северозапад и югоизток. На северозапад посоките на улиците се ориентират към Via di Mercurio, а на югоизток – към портата Nocera. В непосредствена близост до стария град също има улици, ориентирани към центъра и отклоняващи се от основната ос.
Разположението на улиците навежда на мисълта, че областите на север от стария град са били застроени през VI век пр. Хр. Разширяването на града след Via Stabiana на изток е станало не преди края на четвъртото столетие. Тук също има две различни оси на ориентиране на улиците. Това дава основание за извода, че заселването на изток е станало на два етапа. Мащабите на втория етап сочат, че едновременно тук са се заселили големи групи от хора. Предполага се, че това са били жители на разрушения през 215 г. пр. Хр. от Ханибал град Nuceria Alfaterna (днес Ночера Инфериоре).
Бързият растеж на града още през шестото столетие пр.н.е. обяснява решението да бъде построена още една отбранителна градска стена. Не е ясно дали стената е построена заради реална заплаха от близкото населено място. Последните разкопки в района на стария град сочат, че най-вероятно още в най-ранната фаза на населване е имало градска стена около града. Това би обяснило чупката на север, която Via dell'Abbondanza прави – вероятно тук е имало градска порта, към която е водела улицата. Разкопките показват, че стена около стария град е била изградена през V век пр. Хр.
Въпреки че има малко открити археологически следи от предримско време, те все пак разказват за периода, в който самнитите са владеели Помпей (V – IV век пр. Хр.). Когато римляните разпростират влиянието си над областта Кампания, жителите на Помпей решават да изградят трета отбранителна стена. Тя била построена от варовикови плочи, които на най-опасните места (например в северната част на града) са подсилени със земен насип. Към това време се датира и изграждането на портите Сарно и Ночеранска. Изглежда, че по това време градът придобива в общи линии вида, в който го сварва изригването на Везувий. Градската стена е укрепвана още два пъти: първо при заплахата от нашествие на Ханибал и втори път заради сблъсъците с Рим. Последното доизграждане на градската стена се състояло в издигането на 12 кули на югоизточната, източната и северната ѝ страна. Кулите били построени в краищата на основните улици, за да могат защитниците на града бързо да стигат до тях.
Прави впечатление, че първоначално в града е нямало глухи улици. Едва по-късно, по римско време, само няколко по-рано цели улици са задънени от постройки. Същевременно те са на места, на които има успоредни улици и по този начин без проблеми е можело да се стигне от всяка точка на града до градската защитна стена, което е от значение за отбраната на Помпей.
Трябва да се отбележи, че улиците от първата линия са били използвани за минаване на товарни животни и носачи. За обикновените пешеходци е имало множество пътеки по главните пътища. Въпреки сравнително дълбоките следи от колела може да се заключи, че не е имало твърде оживено движение на товарни превозни средства, както се е предполагало в началото. Дълбоките следи от колела са се врязали за около 150 години в настилката, положена през I век пр. Хр. Доказателство за ограничения тежкотоварен транспорт са малкото следи, оставени по страничните улици. Може да се приеме, че тежкотоварните каруци са били претоварвани извън града на по-леки коли, товарни животни и носачи и че Помпей е имал в това отношение правилници, подобни на тези от Херкулан. Намерените в Херкулан плочи със закони (Tabulae Heracleenses) забраняват движението с каруци през града през нощните часове. През деня това е било разрешено само за доставки за жителите.
Пешеходни пътеки в Помпей е имало само по по-големите улици. За страничните улички, водещи към домовете, са се грижели собствениците на имотите. Това се вижда от факта, че една и съща улица, минаваща покрай различни имоти променя рязко вида на настилката най-често на границата на двата имота.
Имената на улиците не са запазени. Сегашните названия са дадени от археолозите, макар име като Via dell Foro („Улица към Форума“) да е напълно възможно да е било и оригиналното. Via dell'Abbondanza („Улица на изобилието“) е наречена така по релефа, украсяващ чешма в началото на улицата – глава на богиня с рога на изобилието.

### Водоснабдяване
Преди столетия водоснабдяването на жителите на Помпей е било един от най-сериозните проблеми. Открити водоизточници са били само Сарно или изворите по Везувий. За да има вода в града са съществували само две алтернативи – или да се поставят цистерни или (заради разположението на града върху плато) да се копаят много дълбоки кладенци. Изкопаните кладенци са истинско техническо постижение за времето си. На едно от най-високите места в града – Херкулановата порта, кладенецът е дълбок 35 m. Множество кладенци са разпръснати из целия град – най-често по централните улични кръстовища. Кладенци е имало обаче и в дворовете, а на някои места – и в самите къщи. След изграждането на акведукти, кладенците били изоставени, а на някои места – използвани като отпадъчни ями и с времето били запълнени. Смята се, че повечето сгради преди да бъде изграден акведукта са имали собствени цистерни. Приема се обаче, че водата от цистерните е била използвана най-вече за битови нужди – пране, поливане на градините или водопой на животните. Не са правени подробни изследвания на цистерните, тъй като повечето са много нестабилни и съществува значителен риск за археолозите. При разкопките на Insula Arriana Polliana е открита огромна цистерна, заемаща площ от 30 m.
През първото столетие пр. Хр. е изграден акведукт, който силно подобрява снабдяването на града с прясна вода. Източно от Везувий се прави отклонение от вече съществуващия водопровод Серино. Помпейският акведукт, който минавал под земята, достигал до най-високото място в града при портата Везувий. Там водопроводът влиза в разпределително помещение – т.нар. Воден замък, в който се пречиства грубо през две оловни решетки и се разделя на три потока. Оттук водата потичала в оловни тръби, които имали диаметър до 30 cm. Първият воден кръг захранвал обществените водоизточници, вторият – термите, а третият – частните домове. Вторият и третия кръг можели да бъдат затваряни при случай на недостиг на вода.
Водата била разделяна в мрежа от водонапорни кули (открити са 13), които можело да достигнат до шест метра и били изготвяни от олово, както и тръбите. Най-важното им предназначение било да изравняват налягането. Изглежда, че високото налягане често причинявало повреди в оловната водопроводна мрежа, тъй като са открити многобройни следи от ремонти.
Въпреки наличието на вода в частните домове, из целия град били разположени обществени водоизточници на важните кръстовища. Открити са 42 такива водоизточника.
Колкото сериозно се грижели в Помпей за снабдяването на града с вода, толкова по-малко грижи полагали за отвеждането на отпадъчните води. Тъй като градът е изграден на терен с естествен наклон, водите просто били отвеждани през улиците.

## Постройки
Голяма част от града е заета от обикновени жилищни квартали, често с работилница или магазин към къщите. Привлекателността и славата си Помпей дължи най-вече на луксозните къщи на градския елит. Пред почти всички градски порти имало гробища, които всеки новопристигащ трябвало да прекоси. Колкото по-значим човек бил погребан, толкова по-близо до града трябвало да бъде гробът му. Форумът се намира в средата на стария град в Помпей. На или близо до площада е имало пазари, служебни постойки, базилика, храм на капитолийската троица, първоначално посветен само на върховния римски бог Юпитер, храм на Аполон (най-старата постройка), статуи и триумфални арки. В града има дорийски храм, за който се счита, че е бил на Херкулес и Атина и храмове, за които се счита, че са на Ескулап (Юпитер Мейлихио), Венера, Фортуна, Изида, а също и Хероон. Имало е и множество малки олтари, предимно по кръстовищата, които са функционирали като домашни религиозни центрове. Други обществени постройки в града са баните, двата театъра и амфитеатъра, термите, палестрите.

## Стопанство
Въпреки че Помпей е един от най-важните и най-изчерпателните източници за стопанската история на античността, археологическите находки от града в тази връзка невинаги могат да се тълкуват еднозначно. Учените дълго дебатират например дали Помпей е бил град производител, или град потребител. Въз основа на днешните източници се смята, че най-вероятно е бил и двете.

### Снабдяване с хранителни стоки
Снабдяването на града с хранителни стоки е било поне отчасти извършвано от външни доставчици от близката околност като Villae rusticae в Боскореале. Всяко стопанство било специализирано в производството на определен вид продукти. Така например в Боскореале били намерени 18 закопани в земята съда (dolia), голяма винарска преса и подземен резервоар, събиращ 10 000 литра вино. Винопроизводството било още от I век пр. Хр. един от най-важните стопански клонове, развити в областта. Известно е, че помпейски жители са имали лозя извън града и са получавали добри печалби от винопроизводство. Виното от Кампания било предназначено и за износ, включително и за столицата Рим. Източници посочват, че 20 – 25% от виното в Рим идвало от областта около Везувий.
Градът бил снабдяван със стоки през пристанището на устието на р. Сарно. Оттук идвало и снабдяването с риба. Месото също било внасяно отвън, защото било невъзможно да се държат голям брой животни в града. Вероятно е можело да бъдат държани малки количества дребен добитък и в домовете, но няма находки, потвърждаващи това.
Снабдяването с плодове и зеленчуци поне в известна степен ставало и с продукция от самия град. Обработваеми градини в дворовете към къщите е имало и по времето на изригването на Везувий през 79 г. Имало дори по-големи обработваеми площи вътре в града. Дали са били достатъчни за пълноценното снабдяване на града е трудно да се каже.
За разлика от плодовете и зеленчуците, не може да се говори за самозадоволяване на нуждите на града със зърно и зърнени храни. Ако в извънградските вили са намерени ръчни мелници, което е признак за собствено производство на брашно, то в градските къщи такива няма. Прави впечатление обаче, че в града имало множество пекарни, някои от които имали мелници, други – не. Следователно малките пекарни, които са нямали нито място за мелница, нито пространство за съхраняване на големи количества зърно, са били снабдявани отвън. Възможно е малките пекарни да са били квартални клонове на по-големите пекарни, някои от които имали по три или повече мелници.

### Занаятчийство
Суровините и строителните материали също трябвало да бъдат внасяни в града. За производството на керемиди, керамика или грънчарски изделия, например амфори, е била необходима глина, внасяна отвън. Същевременно продукцията се е изнасяла. От щемпелите се вижда например, че грънчарницата на Луций Евмахий (Lucius Eumachius) доставяла продукция в Боскореале. В зависимост от сезона се произвеждали различни неща: през лятото и есента се произвеждали амфори, а през останалото време – керемиди.
Според историка Валтер Мьолер (Walter Moeller) в Помпей са се извършвали много дейности, свързани с текстилната индустрия – от стригането на овцете, подготовката на оцветители и събиране на урина за избелване на вълната до производството на готови платове. Според него в града са се доставяли голям брой материали, свързани с производството на текстил. Отделни предприятия са били заети с различните етапи от производството: измиване и багрене на необработената вълна, предене и тъкане, тепане и производство на платове. Мьолер твърди, че надписи и графити в Помпей разкриват, че „хора от всички прослойки“, включително и от управляващата местна аристокрация, са участвали в производството и в собствеността на местната текстилна индустрия и че Помпей е основен производствен център на текстил с добре развит износ.
Тези заключения на Мьолер се оспорват от Джон-Петер Уилд (John-Peter Wild), който е изследвал останките от текстила, а не производствените мощности, и стига до заключение, че северните части на Галия и Сирия са най-големите износители на платове за Римската империя, а Италия няма значителен принос за текстилната индустрия. Освен това повечето от другите заключения на Мьолер са оспорени от Джонгман (Willem Jongman), например според него някои от съоръженията за тепане на вълна може да са били използвани за изпиране на мръсно пране, а не задължително за подготовка на нови платове. Според Джонгман повечето текстилни цехове са прекалено малки по размери и твърденията на Мьолер, че в тях са работили по деветнадесет и повече души, вероятно са пресилени. Дори в най-оптимистичните прогнози на Мьолер се твърди, че около 4 процента от населението на града е работило в текстилната промишленост. Джонгман заключва: „индустрията на Помпей показва малко, ако не и никакви характеристики, подходящи за град „производител“. Нито една индустрия (свързана с износ) не доминира. Вместо това ние виждаме смесица от дребномащабни занаяти, насочени към задоволяване на потребителското търсене на местния елит“.
От стенните графити ни е известно, че в града е имало професии като „сукнар“ (fullones), бояджия (tinctores) и производител на кече (coactiliarii). Ранните ненаучни методи на разкопки са унищожили повечето от крехките съдове, използвани в работилниците. Въпреки това се счита, че самозадоволяването на града с платове е било възможно. Същото може да се каже и за други занаятчийски производства като кожарство и металообработване. Намерените в Помпей ковашки работилници опровергават до известна степен разпространеното мнение, че по това време Капуа бил регионалният център на металообработването и снабдявал останалите градове с продукцията си. В работилниците в Помпей се произвеждали както стоки за ежедневна употреба, така и по-специфична продукция: статуетки и дори статуи на хора в естествен ръст.
Открити са следи и от други занаятчийски работилници – бояджийница, парфюмерия, както и една работилница за производство на глинени лампи.
Към много обществени сгради и частни домове имало магазини. Така градът финансирал обществени проекти, а собствениците си докарвали немалки допълнителни доходи. Пример за съвместяване на място за живеене и работа е Къщата на Постум. На три от страните на терена, обграждащ къщата, са били разположени tabernae. Част от тези магазини е била свързана със същинската къща. Може да се предположи, че в тях са работели роби или освобожденци, по заръка на собственик. Другите магазини нямат връзка с къщата, но имат преграден ъгъл, в който вероятно е живеел продавачът със семейството си. Има и вход към втория етаж. Най-вероятно там е живеел собственикът. Археолозите са определили предназначението на някои от помещенията – имало е гостилница и железария. Гостилницата вероятно е била снабдявана от голяма кухня от къщата.

### Проституция
Друг занаят, открит от археолозите в Помпей, е проституцията. От особено значение е бил фактът, че е открита и идентифицирана сградата, наричана в античността lupanarium (публичен дом). Открита е през 1862 г. и оттогава е реставрирана няколко пъти. Последната реставрация е завършена през 2006 г., а предпоследната – през 1949 г. Това е двуетажно здание с пет спални на всеки етаж. В антрето има фрески с еротични сцени. В стаите на долните етажи има каменни легла (на които се слагали дюшеци) и графити на стените. По-ранните предположения, че в града е имало множество бордеи, не са потвърдени. Често различни места са били погрешно определяни като бордеи, само защото там са открити еротични или сексуални изображения или графити с непристойно или свързано с проституцията съдържание. Такива обаче имало из целия град и не могат да са признак за предназначението на сградата. Все пак може да се приеме, че проституция не е била практикувана само в тази сграда. Често проститутките имали собствено жилище или наета стая и приемали клиентите си там. Освен това много от келнерките практикували между другото и тази професия, така че и гостилниците често служели за същата цел. От стенните надписи, оставени около местата с проститутки става ясно, че някои от тях са обитавали вторите (вече разрушени) етажи на различни къщи. Отново от графитите, надживели столетията, можем да научим имената и цените на проститутките, които често идвали от източната част на империята и били робини. Открити са надписи, гласящи например: „Атенаида 2 аса“ (ас – парична единица), „Сабина 2 аса“ (CIL IV, 4150), „Домашната робиня Логада, 8 аса“ (CIL IV, 5203) или „Маритим ближе полови органи за 4 аса. Приема и девици“ (CIL IV, 8940). При това цените се движат от няколко аса до сестерции. За най-евтините проститутки се плащало с един хляб или литър вино.

## Документация и планове

### Документация
При по-късните изследвания често се появяват критики, че документацията от времето на Фиорели е недостатъчна. Всъщност наистина документацията е водена нередовно, но все пак е била на добро ниво. Проблемът е по-скоро, че ранните документи и източници, където са цитирани, се намират сравнително трудно.
От 60-те години на XVIII век не само фреските, но и цели стени са документирани грижливо и вярно с мащаба. Тази документация никога не е била публикувана. Има например стенописи във Вилата на Диомед, които никога не са били публикувани. От 20-те години на XIX век започва изследването на гробниците. Тъй като днес много от археологическите находки от гробниците (предимно стенописите) са фалшифицирани или дори напълно изгубени, тази точна документация е важен източник за съвременната наука. Създаденият през 1806 г. в мащаб 1:48 корков модел на града, който включва всички стенописи, стенни декорации и др. днес също е с неоценима стойност.
Със създаването на дневник на разкопките и основаването на първата периодична публикация Giornale degli Scavi di Pompei (1868 – 1879), документирането става научно и изчерпателно. Фиорели въвежда за първи път използването на фотографията при документиране на разкопки.

### Картография
Пред археологическата картография с Помпей се откриват нови хоризонти. Старите карти на града са важно помощно средство за археолозите при реконструирането на разрушени или фалшифицирани находки. Още Франческо Ла Вега съставя първия план, който е пълен с грешки при излагането на цялостната картина, но е много точен в детайлите. Градският план на Франческо Пиранеси е дълго време единственият, който е можело да бъде закупен. В периода 1785 – 1793 г. той е издаван от три различни издателства.
През 20-те години на XIX век се съставят точни геодезични планове, но те не били публикувани. Все пак послужили за база за изработването на множество градски планове, най-често в мащаб 1:3000, използвани за илюстриране на произведения, описващи града. През 1885 г., по инициатива на Фиорели Джакомо Тасконе (Giacomo Tascone) издава нов, точен план в мащаб 1:1000. Този план, който и до днес се счита за подробен и валиден, стои в основата на повечето от по-новите планове. С фотограметрични методи е създаден друг план с мащаб 1:1000 – т.нар. Corpus Topographicum Pompeianum, от който обаче са публикувани само отделни части.

## Помпей в изкуството

### Архитектура
В архитектурата помпейските образци се използват сравнително рядко. Единственото голямо изключение е построеният от Фридрих фон Гертнер – Помпейанум в Ашафенбург, който наподобява Casa dei Dioscuri. Отделни елементи от архитектурата са използвани и на други места, като например разрушения в наши дни Palais de Prince Napoleon в Париж. Освен това до средата на XIX век е съществувала модата на т.нар. помпейска стая като преддверие към останалите стаи в жилището.
Идеята да се построят максимално близки до оригинала къщи от Помпей в Неапол винаги се е проваляла, въпреки избраните достойни образци – Casa di Pansa и Къщата на Фаун.
Много по-често се използват орнаменти и рисунки от Помпей, макар и най-често изменени.

### Изобразително изкуство
Проблем пред представянето на стенописите и рисунките от Помпей през бурбонско време били силно рестриктивните разпоредби. Били регламентирани не само посещенията в Помпей, но и съществувала забрана за гостите да рисуват руините. Пиетро Фабрис направил рисунки за пътеписа на британския посланик Уйлям Хамилтън. Джовани Батиста Пиранеси нарисувал малко преди смъртта си през 1778 г. планове и изгледи от града, които били публикувани от сина му Франческо чак през 1804 г. В края на XVIII век се появили малки серии от оцветени изгледи от Помпей, издадени от Луи Жан Дюпре и Филип Хакерт, които били продавани на посетителите на разкопките.
Франсоа Мазо дълги години работил върху проект за монументално представяне на Помпей, предимно от архитектурна гледна точка, който бил отпечатан през 1838 г. в четири тома. През втората половина на XIX век били публикувани и пуснати в продажба първите фотосесии от Броги и Алинари. С течение на времето от обикновени рисунки на отделни археологическите находки се преминало към документиране и частична реконструкция на античния начин на живот. Затова допринесли особено много поредицата от единадесет тома Pompei. Pitture e Mosaici (Помпей. Картини и мозайки) и немският проект Häuser in Pompeji (Къщите в Помпей), които илюстрирали подробно новоразкритите части на града.
В живописта темата за Помпей навлиза (с много малко по-ранни изключения) едва през XIX век. Особено въздействаща била картината Последният ден на Помпей (1827 до 1833) на руския художник Карл Павлович Брюлов, която била излагана с голям успех в много европейски столици. Картината на Брюлов, която акцентира върху семейната драма, въздейства не само с интензивното представяне на събитието, но и с детайлизираното и точно представяне на археологическите открития. Романът на Бълуър-Литън (виж по-долу) бил инспириран от картината.
По-късни художници като Теодор Шасерьо (Théodore Chassériau) пресъздават исторически жанрови сцени от бита на града. Направените снимки имат документален характер, но представят града и художествено. Лорънс Алма-Тадема (Lawrence Alma Tadema) допълва скиците си с фотографии.

### Филмиране
Още в зората на киното, новото изкуство се обръща за тематика към Помпей. През 1898 г. е създаден първият филм за Помпей (Neapolitan Dance at the Ancient Forum of Pompeii) – с танци на Форума. Следващото филмиране е през 1900 г., когато Робърт У. Пол пресъздава версия на гибелта на Помпей (The Last Days of Pompeii). Следват множество филмирания (през 1906, 1908, 1913, 1935 г.), най-често по романа на Бълуър-Литън. Особено популярен става филмът на Марио Бонард и Серджо Леоне със Стив Рийвс, Кристине Кауфман и Фернандо Рей от 1959 г., както и минисериалът от САЩ на ABC (American Broadcasting Company) с режисьор Петер Р. Хънт от 1984 г. Той подбира за филмирането на романа на Бълуър-Литън истински звезден екип: Нед Бийти, Браян Блест, сър Лорънс Оливие, Ърнест Борнин, Никълас Клей, Лесли-Ан Даун, Оливия Хъси, Франко Неро и Антъни Куейл. Често Помпей е сцена за действия, които нямат нищо общо нито с историческия град, нито с литературните произведения по темата. Такъв е филмът Warrior Queen (1987) на Джо Д'Амато и редица английски сериали.
Особено впечатляваща е срещата между модерната поп-култура и античността, състояла се през 1972 г., когато рок групата Пинк Флойд изнася концерт сред руините на Помпей.

### Музика
Дейвид Гилмор • На живо в Помпей

## Значение, минало и бъдеще
През последните години новите изследвания опровергават множество митове за Помпей. Така например се смята, че широко разпространената теория, че с откриването на Помпей сме попаднали на представителен римски град, който „застинал“ недокоснат заради изригването на Везувий, не е валидна. Оказва се, че още от римско време и по-късно, мародери и иманяри са ограбвали града, унищожавали са важни археологически елементи. До погрешни археологически изводи са водели и фалшифициранията на находки през първите 100 години от изследването на града. Тъй като са се търсели само ценни находки, често намерени на едно място материали били представяни за намерени на друго. И накрая – градът още не се бил възстановил напълно от земетресението от 62 г., поради което има множество нетипични археологически находки като жилищни помещения, в които живеели твърде много хора, полуизградени и ремонтирани сгради или направо руини.
Заемащата днес 44 хектара разчистена територия от Помпей е най-голямата позната в света площ от руини. Тя поставя пред днешните археолози сериозни, сякаш нерешими проблеми. Много от сградите са в лошо състояние, отчасти застрашени от срутване. Спасяването на руините може да стане само с международно сътрудничество. Италианската държава също реагира и даде на управата на Помпей голяма самостоятелност и финансова автономия. От 1997 г. Помпей е в списъка на обектите от световното културно наследство на ЮНЕСКО. Най-важната задача за съвременните археолози, изследователи и реставратори е да спрат разрушителните процеси в града, да го опазят и същевременно да осигурят достъп на обществеността до него. Въпреки положените усилия, това все още не е постигнато и големи части от града са затворени за посетители. През 2013 г. Европейският съюз отпуска 105 милиона евро за реставрация на Помпей. Парите ще бъдат използвани за изграждане на нова дренажна система, укрепване на някои структури, обучение на обслужващ персонал, както и за „взимане на мерки за предпазване на Помпей от организирана престъпност в региона“.